# Johannes Ardüser
Johannes Ardüser (Davos, 25 de fevereiro de 1585 — Zurique, 26 de março de 1665) foi um matemático e engenheiro de fortalezas suíço.

## Obras

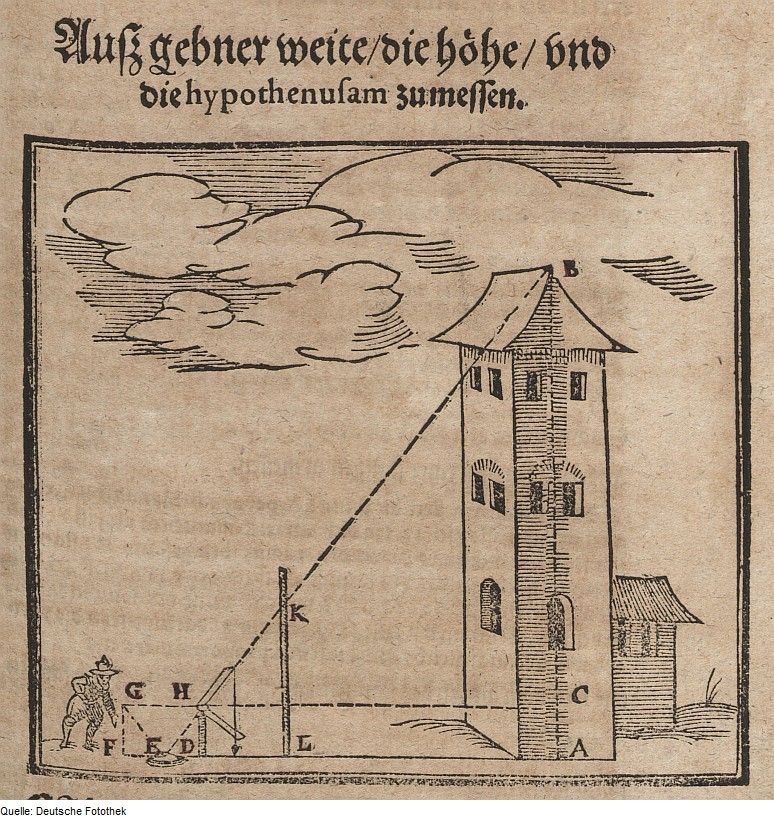
Esboço de Ardüser para cálculo de alturas

Ardüser verfasste Schriften mathematischen und architektonischen Inhalts.
- Geometriae, theoricae et practicae: 12 livros. Zurique 1627.
- Geometriae, theoricae et practicae: Oder von dem Feldmässen. 14 livros. Zurique 1646.
- Architectura von vestungen: wie ein jeder platz auf ein neüe art zu bevestnen. 1651.